# Baril de poudre
Pour plus de détails, voir Fiche technique et Distribution.
Baril de poudre (Буре барута, Bure baruta) est une comédie dramatique yougoslave réalisée en 1998 par Goran Paskaljević.

## Synopsis
Pendant la guerre de Bosnie-Herzégovine, lors d'une nuit des habitants de Belgrade ont des contacts les uns avec les autres qui se conclura par des actes de crime, de frustration, de trahison et de vengeance.

## Fiche technique
- Titre original : Буре барута (Bure baruta)
- Réalisation : Goran Paskaljević
- Scénario : Goran Paskaljević, Filip David, Zoran Andrić et Dejan Dukovski d'après sa pièce de théâtre
- Musique : Zoran Simjanović

## Distribution
- Lazar Ristovski : le boxeur assassin
- Miki Manojlovic : Mané, l'homme qui revient au pays
- Mirjana Joković : Ana, la petite amie de George
- Ljuba Tadic : le chef d'orchestre
- Bogdan Diklic : Jean, le chauffeur de la Coccinelle
- Dragan Nikolic : l'autre boxeur, l'ami de Jean
- Bata Živojinović : le chauffeur de bus

## Distinctions
- Mostra de Venise 1998 : prix FIPRESCI